# Norbiton
Norbiton est une zone anglaise située au sud-ouest de Londres, dans le borough royal de Kingston upon Thames.
Son nom est à l'origine Norberton(e) et il est nommé de la même manière que Surbiton, de l'autre côté de la rivière Hogsmill . L'origine du nom de lieu vient des vieux mots anglais north, bere et tun (qui signifient grange du nord ou ferme périphérique).
En 2020, des plans ont été convenus pour régénérer le domaine de Cambridge Road, notamment la démolition de 865 maisons existantes et la construction de 2 170 nouvelles. Les maisons du domaine rénové seront chauffées grâce à un processus qui transforme les eaux usées traitées en énergie propre, le premier projet de ce type en Angleterre.